# Saracena
Saracena ist eine italienische Stadt in der Provinz Cosenza in Kalabrien mit 3360 Einwohnern (Stand 31. Dezember 2023).

## Lage und Daten

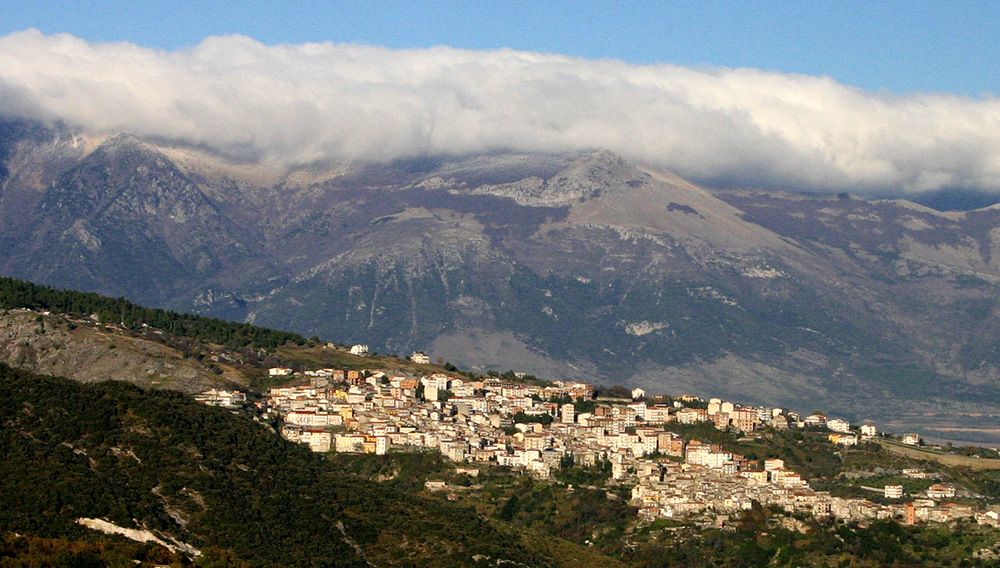
Saracena

Saracena liegt etwa 69 km nördlich von Cosenza am Oberlauf des Flusses Garga. Die Nachbargemeinden sind Altomonte, Castrovillari, Firmo, Lungro, Morano Calabro, Mormanno, Orsomarso und San Basile.

## Sehenswürdigkeiten
Im Ort steht eine Ruine einer Burg aus dem 13. Jahrhundert. Die Pfarrkirche stammt samt Turm aus dem 13. Jahrhundert. In der Kirche S. Maria del Gamio steht ein barockes Tafelbild und es gibt eine Holzdecke aus dem 17. Jahrhundert.